# Melike İpek Yalova
Melike İpek Yalova (* 29. April 1984 in Istanbul) ist eine türkische Schauspielerin. Sie ist die Tochter des türkischen Politikers Yüksel Yalova.

## Leben und Karriere
Yalova wurde am 29. April 1984 in Istanbul geboren. Sie studierte an der Bilkent-Universität. Danach setzte sie ihr Studium an der Universität La Sapienza fort. Ihr Debüt gab Yalova 2011 in der Fernsehserie Muhteşem Yüzyıl. Von 2012 bis 2015 spielte sie in Karadayı in der Hauptrolle mit. Als Nebenrolle spielte Yalova in Hayat Şarkısı, Çember und İnsanlık Suçu mit. Ihre nächste Hauptrolle bekam 
2019 sie in Bir Zamanlar Çukurova. Von 2021 bis 2022 spielte Yalova in der Serie Mahkum mit.

## Privates
Yalova war 2019 mit Altuğ Gültan verheiratet. Zwei Jahre später hat sich das Paar getrennt.

## Filmografie
Filme
- 2018: Can Feda

Serien
- 2011: Muhteşem Yüzyıl
- 2012–2015: Karadayı
- 2016: Hayat Şarkısı
- 2017: Çember
- 2018: İnsanlık Suçu
- 2019–2021: Bir Zamanlar Çukurova
- 2021–2022: Mahkum